# Lajos Batthyány
Pour les autres membres de la famille, voir Famille Batthyány.
 (décembre 2020).
Le comte Lajos Batthyány ([ˈlɒjoʃ], [ˈbɒcːaːɲi] ; németújvári gróf Batthyány Lajos en hongrois), né le 10 février 1807 à Presbourg et mort le 6 octobre 1849  à Pest, est un homme d'État. Il fut le premier chef de gouvernement hongrois.
Condamné à mort par le général autrichien Windischgraetz, il fut exécuté le 6 octobre 1849, le même jour que les Treize martyrs d'Arad.

## Biographie

### Jeunes années
Lajos - « Louis » - est le fils du comte József Sándor Batthyány (1777–1812) et de Borbála Skerlecz (1779-1834). Ses parents se séparent peu après sa naissance et Batthyány emménage avec sa mère et son frère à Vienne. À la mort de son père, le jeune Louis n'a que cinq ans et sa mère saisit son immense héritage et vit luxueusement sur son domaine. Éduqué tout d'abord par un tuteur à domicile, il est envoyé dans un internat et ne voit sa mère que rarement. Il grandit ainsi comme un quasi orphelin et devient un enfant difficile et rebelle.
Batthyány termine l'internat à 16 ans et rejoint l'Académie de Zágráb. Il effectue en 1826 un service militaire de quatre ans en Italie, années durant lesquelles il mène une vie de soldat frivole et contracte des dettes dans l'attente de la jouissance de son héritage, jouissance qu'il n'obtiendra qu'à l'âge de 24 ans après de longues querelles avec sa mère. Il termine en 1830 comme lieutenant de Hussard et obtient parallèlement son diplôme de droit. Il retourne sur ses domaines dans le comté de Vas et se familiarise avec la culture et la langue hongroise.
Membre de la Chambre haute en 1830, il assiste à ce titre au sacre de Ferdinand V, mais le virus de la politique ne l'a pas encore atteint.
Il épouse à Pozsony en décembre 1834 la comtesse Antónia Zichy (en), dont Amália Batthyány (1837-1922), Ilona Batthyány (1842-1929) et Elemér Batthyány (1847-1932). Selon ses amis, sa femme Antónia l'aurait encouragée à prendre de plus grandes responsabilités en politique. Sa belle-sœur Karolina Zichy est l'épouse du comte György Károlyi (1802-1877), főispán, homme politique et président de l'Académie hongroise des sciences. Ces deux familles sont alors au centre de la vie publique, politique et des salons de Pest, Pozsony et Ikervár.

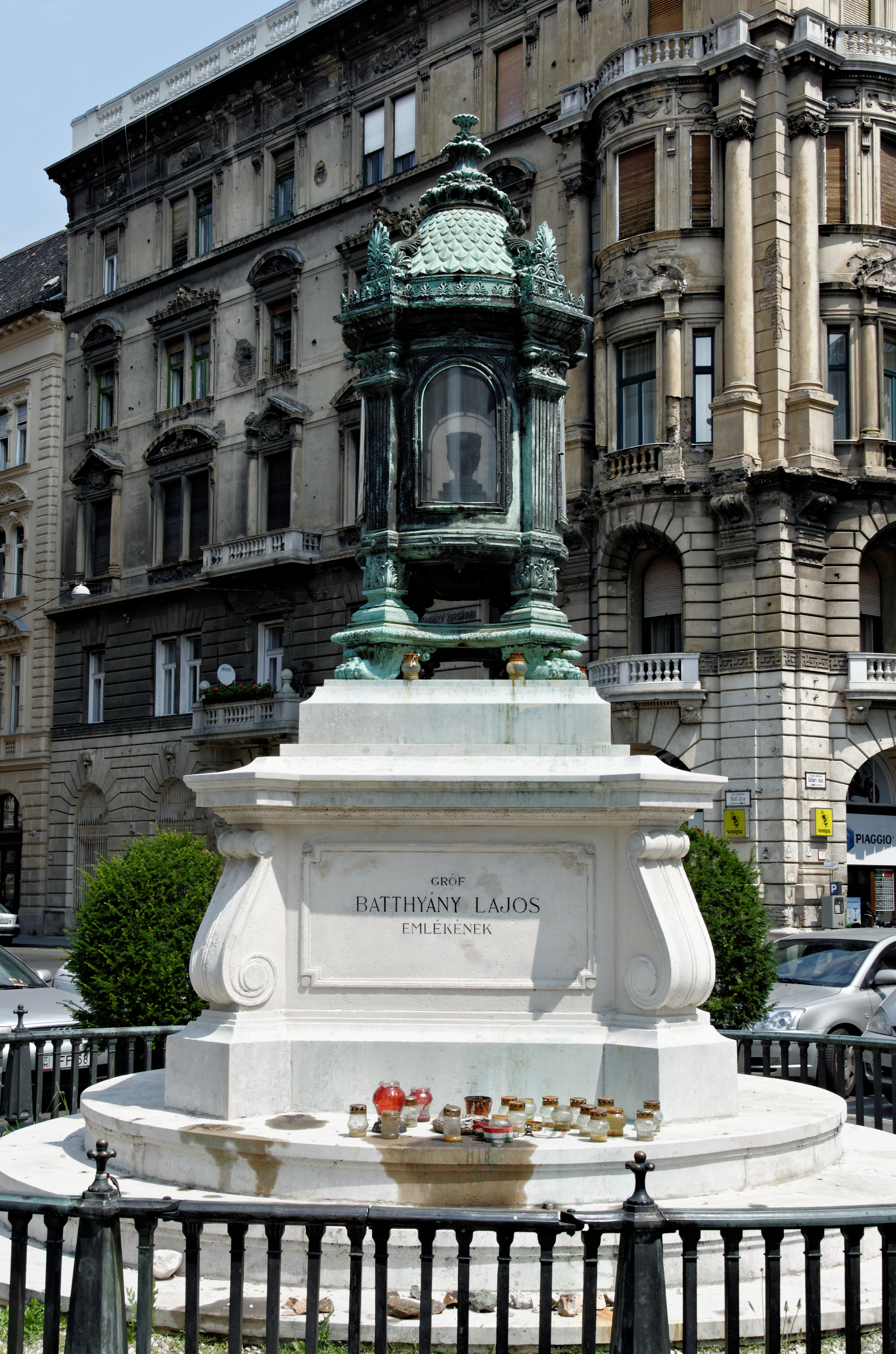
Flamme éternelle de Lajos Batthyány. Lipótváros, au coin de Báthory utca et Hold utca

### Réformateur
Batthyány s'implique de plus en plus politiquement à partir de la diète de 1839-1840 de Pozsony. Chef de l'opposition, il formule un programme précis de réformes. Il conseille en 1840 l'emploi de sténographes à la chambre Haute pour enregistrer les débats. Batthyány partage avec István Széchenyi des idées similaires sur l'économie et la politique. Il promeut au début des années 1830 l'élevage équin puis d'autres, et crée l'Association de l'Économie Hongroise. Batthyány, à la suite de Széchenyi, soutient l'élevage de vers à soie et plante sur ses propres terres plus de 50 000 mûriers. Il participe à la création de l'Association Économique de Szombathely et devient président d'usine sucrière.
Malgré son adhésion initiale à l'idée de Széchenyi pour qui la jeune noblesse et la haute aristocratie sont les seules à pouvoir conduire la réforme, Batthyány se rapproche de Lajos Kossuth et commence à travailler avec celui-ci dès 1843 et de façon toujours plus étroite.
En 1843-1844, il est le chef de l'opposition pour l'ensemble du Parlement. Il critique la gestion et l'ingérence de Vienne dans les affaires intérieures et dans la politique étrangère.
Après la dissolution du parlement, Batthány s'installe à Pest et est élu en 1845 président du Bureau Central Électoral. Il joue à cette époque un rôle actif dans de nombreuses associations économiques (Association de Commerce, l'Association Hongroise des Sucreries) ; met en place la Société de Défense (Védegylet) et devient le 15 mars 1847 le premier président de la première coalition des Partis nationaux hongrois de gauche (Ellenzéki Párt « Parti de l'opposition »). Batthyány soutient Kossuth moralement mais également financièrement. Celui-ci devient en 1847 le chef de l'opposition à la Chambre basse, Batthyány étant son pendant à la Chambre haute (chambre des Magnats).

### Gouvernement Batthyány
Membre de la délégation hongroise auprès de l'empereur Ferdinand Ier d'Autriche, il demande plus d'autonomie pour la Hongrie. L'empereur cède le 17 mars 1848 et charge Batthyány de former un gouvernement. Celui-ci est effectif le 23 mars (Gouvernement Batthyány (hu)).

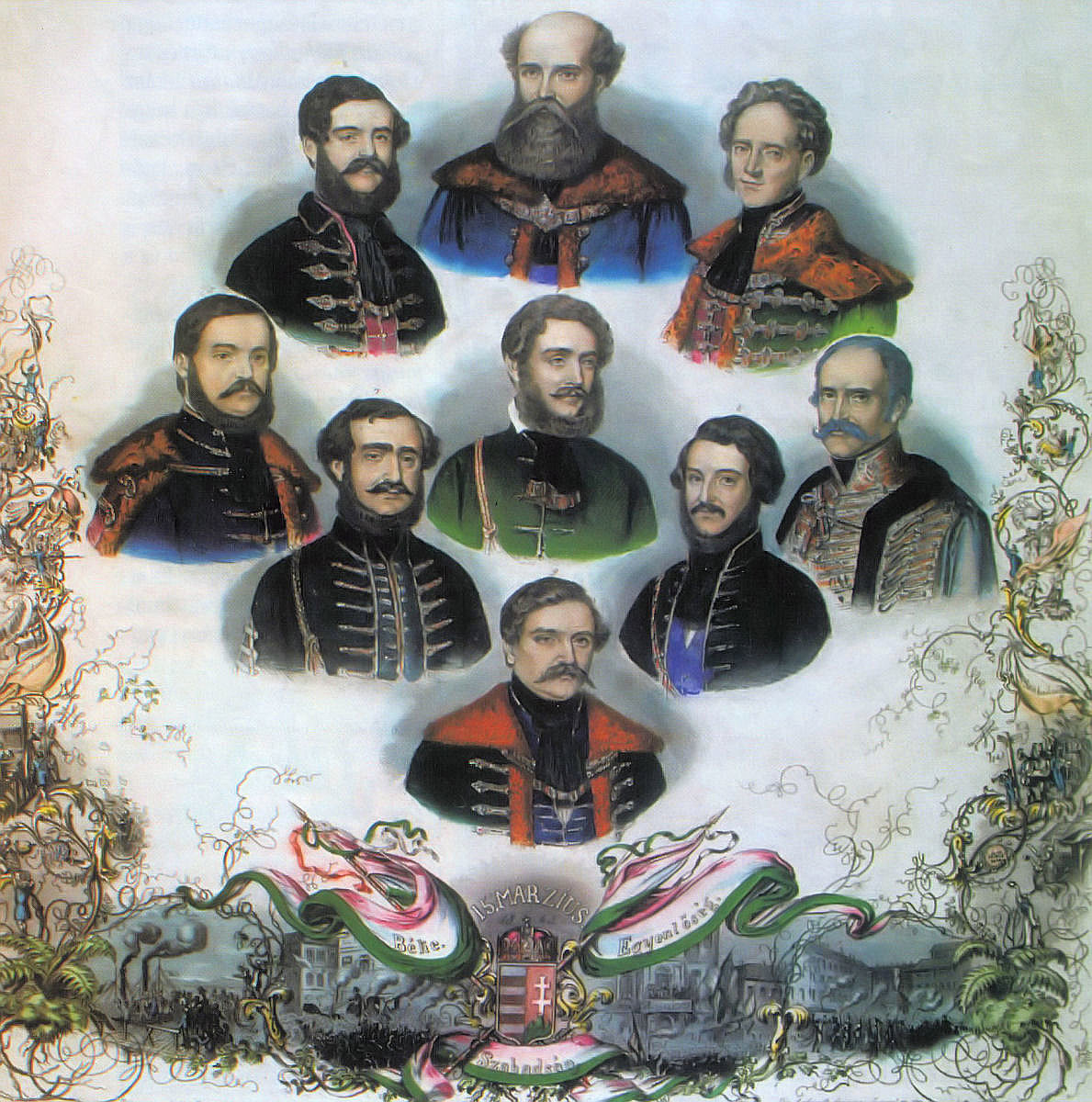
Gouvernement Batthyány.

La première tâche du gouvernement est de travailler sur les propositions politiques de la révolution. Celles-ci convenues, le gouvernement commence à agir le 11 avril 1848. À cette époque, les affaires intérieures et étrangères sont instables et Batthyány fait face à de nombreux problèmes. Sa première décision, et la plus importante, est d'organiser les forces armées et les gouvernements locaux. Il insiste pour que l'armée autrichienne, alors stationnée en Hongrie, passe sous le droit hongrois, ce que reconnait Vienne.
Il essaie de rapatrier des soldats conscrits de Hongrie, constitue des milices dont la tâche est d'assurer la sécurité intérieure et commence en mai 1848 à organiser l'Armée Révolutionnaire Hongroise indépendante.
Il prend le contrôle des milices jusqu'au retour de Lázár Mészárosy et est dans le même temps ministre de la Guerre. Dirigeant des plus capables, Batthyány est néanmoins coincé au milieu de l'affrontement entre la monarchie autrichienne et les séparatistes hongrois. Malgré son dévouement à la monarchie constitutionnelle et au maintien de la constitution, l'empereur n'est pas satisfait de son travail. Le 29 août, avec l'accord du Parlement, Batthyány et Ferenc Deák demandent à l'empereur d'ordonner aux Serbes de capituler et à Josip Jelačić de cesser ses attaques en Hongrie. Il propose dans le même temps au général Jelačić une séparation pacifique de la Croatie à la Hongrie. Ces efforts n'aboutissent cependant pas et Jelačić, nommé gouverneur de Croatie, déclare la guerre à la Hongrie le 11 septembre 1848. Ces événements entraînent la démission de Batthyány et de son gouvernement, hormis Lajos Kossuth, Szemere et Mészárosy.
Le Palatin Étienne demande plus tard la réintégration de Batthyány au poste de Premier ministre. Le 13 septembre, Batthyány annonce une rébellion et demande au Palatin de les conduire. Le Palatin, sous les ordres de l'Empereur, démissionne et quitte la Hongrie.
L'Empereur ne reconnait pas le nouveau gouvernement du 25 septembre et nomme le feldmarschallleutnant comte Franz Philipp von Lamberg (en) général en chef de l'armée hongroise. Mais les rebelles le tuent le 28 septembre 1848 à Pest. Espérant toujours la paix, Batthyány se rend de nouveau à Vienne pour rechercher un compromis.
Ses efforts précipités d'organiser l'Armée révolutionnaire hongroise portent néanmoins leurs fruits, avec la victoire hongroise le 29 septembre face aux croates lors de la bataille de Pákozd. Se rendant compte qu’aucun compromis n'est plus possible, Batthyány démissionne le 2 octobre et nomme Miklós Vay comme son successeur. Il démissionne également de son siège au parlement.

### Démission
Il rejoint comme simple soldat l'armée de József Vidos (hu), commandant de la Garde nationale, et combat contre le général autrichien Todorović Kuzman (hu), mais se brise le bras le 11 octobre 1848 à la suite d'une chute de cheval. Plus tard, le prince Alfred de Windisch-Graetz refuse de rencontrer Batthyány, alors au sein d'une délégation parlementaire. Batthyány retourne à Pest le 8 janvier 1849 où il est capturé au Palais Károly et emprisonné à la caserne de Buda. Lorsque l'armée hongroise se rapproche de Pest, il est transféré à Pozsony, Ljubljana puis à Olmütz. Les révolutionnaires hongrois tentent de le sauver à plusieurs reprises mais Batthyány refuse, insistant sur le fait que ses actions étaient légitimes et que le tribunal n'a pas compétence pour le juger.

### Exécution

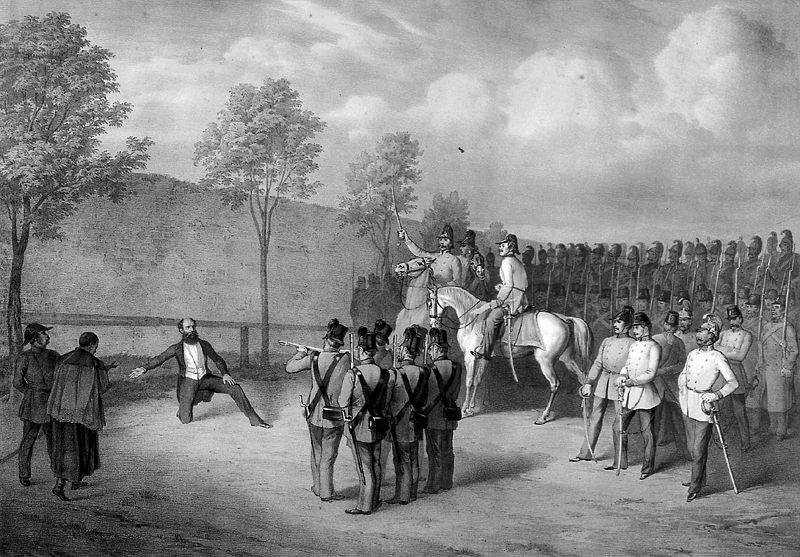
L'exécution.

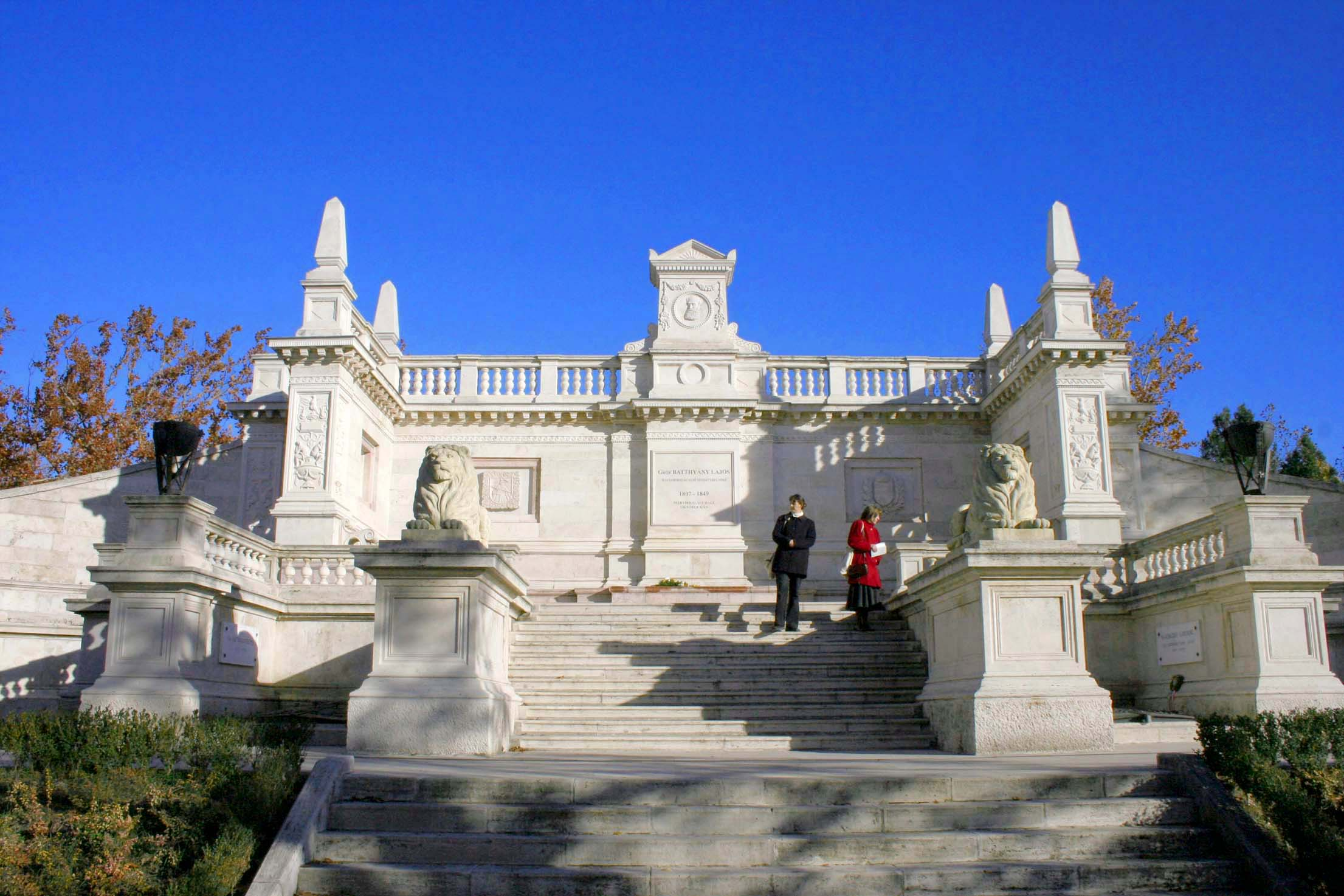
Mausolée de Lajos par Albert Schickedanz.

Le 16 août 1849 à Olmütz, la Cour Militaire envoie Batthyány à son sort. Elle prévoit initialement une confiscation de ses biens et une peine d'emprisonnement. Cependant, sous la pression du prince Felix zu Schwarzenberg et de Vienne, la sentence est commuée en peine de mort.
Les Hongrois implorent la miséricorde de Haynau mais celui-ci condamne Batthyány à la pendaison. Lors de sa dernière visite, la femme de Batthyány lui remet clandestinement une petite épée. Il tente en vain de se suicider en se tailladant les veines jugulaires. Les marquent laissées sur son cou amènent la Cour à modifier la peine : ce sera le peloton d'exécution. Dans la soirée du 6 octobre, Louis Batthyány est drogué et dirigé vers un autre bâtiment. Sa tentative de suicide l'a rendu faible et deux personnes doivent l'escorter. Il est soulagé de ne pas voir de potence. Johann Kempen (hu), le commandant de la région militaire de Pest et de Buda, comprend qu'il sera impossible dans de telles circonstances d'exécuter Batthyány. Mais ne voulant pas retarder la mise en œuvre de l'arrêt, il décide de lui tirer dans la tête. Batthyány s'agenouilla devant le peloton et cria: "Eljen a haza! Rajta, vadászok!"(" Vive la patrie ! Allez, chasseurs! ").
Après le compromis austro-hongrois, ses restes sont déplacés en 1870 dans un mausolée nouvellement construit dans le cimetière Kerepesi.

## Sources, liens externes
- József Szinnyei: Magyar írók élete és munkái I. (Aachs–Bzenszki), Budapest: Hornyánszky, 1891
- Gergely András : Batthyány Lajos gróf. In: Estók J. et al. (szerk.), 2006: Nemzeti évfordulóink 2007, Institut Balassi, Budapest. p. 5–9. ISSN 1785-6167  (ISBN 963-87210-5-7)
- Magyar nagylexikon III. (Bah–Bij) Főszerk. Élesztős László, Rostás Sándor. Budapest: Akadémiai, 1994. 376–377. o.  (ISBN 963-05-6821-7)
- "Vie du premier ministre comte Lajos Batthyány" (MEK)